# كلايتون دا سيلفيرا دا سيلفا
كلايتون دا سيلفيرا دا سيلفا (بالبرتغالية: Clayton da Silveira da Silva) (23 أكتوبر 1995 بريو دي جانيرو في البرازيل - ) هو لاعب كرة قدم برازيلي في مركز الهجوم. لعب مع أتلتيكو مينييرو ونادي فيغورينسي.

## روابط خارجية
- كلايتون دا سيلفيرا دا سيلفا على موقع قاعدة بيانات كرة القدم.إي يو (الإنجليزية)
- كلايتون دا سيلفيرا دا سيلفا على موقع Soccerway.com (الإنجليزية)
- كلايتون دا سيلفيرا دا سيلفا على موقع عالم كرة القدم.نت (الإنجليزية)